# 혼고촌 (나가노현 히가시치쿠마군)
혼고촌(本郷村)은 나가노현 중서부에 존재했던 촌이다. 
1974년 5월 1일 마쓰모토시에 편입되었다.

## 역사
- 1875년 1월 23일 - 지쿠마현 지쿠마 군 요코타 촌·오무라·미즈유 촌·오카다마치 촌·이후카 촌·산사이 산자이 산촌·도모샤 촌·하라 촌·이나쿠라 촌·마쓰오카 촌·시모오카다 촌이 합병해 오카모토 촌이 되었다.
- 1876년 8월 21일 - 오카모토 촌이 나가노현의 소속이 되었다.
- 1879년 1월 4일 - 군구정촌 편제법 시행으로 히가시치쿠마 군 소속이 됨.
- 1882년 2월 24일 - 오카모토 촌이 분할해 요코타 촌·오무라·미즈키 촌·오카다마치 촌·이후카 촌·산사이 산자이 산촌·도모샤 촌·하라 촌·이나쿠라 촌·마쓰오카 촌·시모오카타 촌·아사마 촌이 되었다.(오카다마치촌·이후 가야마촌은 나중에 오카다촌의 일부가 되었다.)
- 1889년 4월 1일 - 정촌제 시행과 함께 아사마 촌·오무라·미즈유 촌·하라 촌·동촌·이나쿠라 촌·산자이 산촌·요코타 촌·소샤 촌의 구역으로 혼고촌이 성립하였다.
- 1974년 5월 1일 - 마쓰모토시에 편입되었다. 동일 혼고촌은 폐지되었다.

## 행정
- 초대 공선촌장(1947년) : 고이와이 겐이치 (小岩井源一) (「타카하시 겐이치로」의 필명으로 시인으로도 알려져 있다.)
- 폐지시의 촌장: 미우라 타다오 (三浦忠夫) (1963년 3월 3일 취임)